# Кармињано ди Брента
Кармињано ди Брента је насеље у Италији у округу Падова, региону Венето.
Према процени из 2011. у насељу је живело 6295 становника. Насеље се налази на надморској висини од 42 м.

## Становништво
| 1951. | 1961. | 1971. | 1981. | 1991. | 2001. | 2011. |
| ----- | ----- | ----- | ----- | ----- | ----- | ----- |
| 4.904 | 5.427 | 6.257 | 6.567 | 6.823 | 7.027 | 7.540 |